# Tarmsjögurka
Tarmsjögurka (Mesothuria intestinalis) är en sjögurkeart som först beskrevs av Peder Ascanius och Martin Heinrich Rathke 1805.  Tarmsjögurka ingår i släktet Mesothuria och familjen slangsjögurkor. Arten är reproducerande i Sverige. Inga underarter finns listade i Catalogue of Life.